# Gnaphale visqueuse
Pseudognaphalium viscosum, Gnaphalium viscosum
Espèce
La Gnaphale visqueuse, Pseudognaphalium viscosum, anciennement Gnaphalium viscosum, est une espèce de plantes à fleurs de la famille des Asteraceae.

## Systématique
Le nom scientifique complet (avec auteur) de ce taxon est Pseudognaphalium viscosum (Kunth) Anderb. 1991.
L'espèce a été initialement classée dans le genre Gnaphalium sous le basionyme Gnaphalium viscosum (Kunth) Kunth.
Pseudognaphalium viscosum a pour synonymes :
- Gnaphalium crenatum Greenm.
- Gnaphalium decurrens var. glandulosum Osterh.
- Gnaphalium gracile Kunth
- Gnaphalium hirtum Kunth
- Gnaphalium imbaburense Hieron.
- Gnaphalium ivesii A.Nelson & J.F.Macbr.
- Gnaphalium leptophyllum DC.
- Gnaphalium splendens Willd. ex Spreng.
- Gnaphalium tenue Kunth
- Gnaphalium tenue f. latifolium Hieron.
- Gnaphalium tenue f. tenue
- Gnaphalium viscosum (Kunth) Kunth
- Pseudognaphalium crenatum (Greenm.) Anderb.
- Pseudognaphalium cylindralbum G.L.Nesom
- Pseudognaphalium viscosum (Kunth) W.A.Weber

## Description
La Gnaphale visqueuse est une plante herbacée annuelle ou bisannuelle, résineuse et odorante. La tige, longue de 60 à 100 cm, est feuillée et ramifiée en corymbe dans sa partie supérieure. Les feuilles, longue de 3 à 8 cm, sont décurrentes sur la tige.

## Habitat
La Gnaphale visqueuse préfère les sols sablonneux, dans les lieux ouverts. La Gnaphale visqueuse pousse dans les prairies, dans les pâturages, dans les clairières et les orées des forêts.